# Schneider 280 mm Mle 1914 Chenillé
Il Mortier 280 mm TR de Schneider sur affût chenillé St. Chamond era un obice semovente francese della prima e seconda guerra mondiale.

## Storia
Alla fine della prima guerra mondiale, quando il progresso tecnologico rese possibile creare diversi tipi di veicoli da combattimento cingolati, il comando francese ritenne i tempi maturi per produrre un semovente d'artiglieria pesante. Il calibro e di conseguenza il peso e le dimensioni di obici, mortai e cannoni sviluppati durante la guerra richiedevano l'impiego di un gran numero di trattori, che tuttavia non assicuravano una mobilità adeguata ed una rapida messa in batteria. Gli inglesi avevano sviluppato il Gun Carrier Mark I, derivato dal carro armato Mark K, ma si trattava di un portee corazzato, non di un vero semovente, in quanto il cannone trasportato veniva sbarcato per essere usato.
Il prolifico ingegnere Émile Rimailho della Compagnie des Forges et Aciéries de la Marine et d'Homécourt di Saint Chamond sviluppò un originale complesso, costituito da due veicoli cingolati distinti: un avant train chenilles (avantreno cingolato) semovente trasportava le munizioni ed un gruppo elettrogeno, che tramite cavi alimentava i motori elettrici del veicolo porta-pezzo collegato, il affût chenilles (affusto cingolato). Era previsto di armare tale complesso con cannoni da 155, 194, 220 e 280 mm, ma la fine della guerra interruppe il programma quando erano stati realizzati solo il 194 mm Mle GPF ed il 280 mm TR sur affût chenillé St. Chamond.
L'adattamento dell'obice pesante Schneider 280 mm Mle 1914 al complesso cingolato St. Chamond faceva parte fin dall'inizio del progetto di meccanizzazione delle artiglierie più pesanti del parco francese. Il 2 marzo 1918 furono ordinati 25 semoventi da 280 mm. In ottobre dello stesso anno la Compagnie des forges et aciéries de la marine et d'Homécourt programmò la consegna del primo pezzo per aprile 1919; nel corso di quest'anno vennero consegnati tutti e 25 gli esemplari che, a causa della fine delle ostilità, vennero immediatamente posti in riserva.
I semoventi da 280 mm, insieme a quelli da 194 mm, furono assegnati al 184e Régiment d'artillerie à tracteur (RALT) di Valence, su 3 gruppi di 2 batterie ciascuno. Il reggimento assicurò la manutenzione dei mezzi e l'addestramento degli equipaggi, nonostante l'Armée de terre fosse tutt'altro che soddisfatta dei suoi semoventi, soprattutto a causa della lentezza dei mezzi e dei danni causati alle strade dai cingoli.
I semoventi furono mobilitati allo scoppio della seconda guerra mondiale ma non entrarono mai in azione contro i tedeschi. Molti mezzi furono distrutti dalle stesse truppe francesi in quanto, con la loro bassa velocità, non potevano seguire i reparti in ritirata. Alcuni semoventi da 280 mm furono catturati intatti dalla Wehrmacht e ridenominati 28 cm Mörser 602(f) auf Selbstfahrlafette ("mortaio da 28 cm modello 602 (francese) su affusto semovente") ma il loro numero esiguo non ne giustificò l'immissione in servizio.

## Tecnica
Il telaio portante, identico nelle due vetture, era costituito da un cassone in lamiera, poggiante sulle 13 ruote portanti per lato dei treni di rotolamento, con ruota motrice anteriore e ruota di rinvio posteriore. Nella vettura avantreno la piattaforma superiore portava il posto di guida, i sedili dei serventi, il pianale telonato portamunizioni con 60 colpi e il gruppo elettrogeno, con motore a benzina Panhard SUK4 M2 da 120 hp. Il generatore alimenta sia i due motori elettrici posti sulle ruote motrici dei cingoli della vettura stessa sia, tramite un cavo flessibile, i due posti sui treni di rotolamento della vettura affusto. Nel movimento su strada normale, le due vetture erano accoppiate da una barra rigida e guidate da un singolo conduttore. Su terreno vario le vetture potevano muoversi fino a 200 m l'una dall'altra, corrispondenti alla lunghezza del cavo di alimentazione. Quando la vettura affusto era in batteria, la vettura avantreno si posizionava posteriormente e di lato a 90°, rifornendo di munizioni il pezzo; grazie al cavo flessibile, poteva poi fare la spola tra il pezzo e gli autocarri di rifornimento.
Sulla piattaforma della vettura affusto erano fissate due lisce inclinate, sulle quali scorreva un affusto ad aloni trapezoidali, il cui rinculo sulle lisce era limitato da due freni di sparo. Sull'affusto era incavalcata la culla, con bocca da fuoco orientata contromarcia, freno di sparo e recuperatore. In configurazione di trasporto l'affusto veniva arretrato sulle lisce in modo da diminuire la lunghezza del complesso.
Per i trasferimenti strategici su strada, ciascuna vettura poteva essere caricata su uno speciale carro, formato da una trave portante, poggiante anteriormente e posteriormente su carrelli a quattro ruote, alimentati elettricamente dal carro avantreno.

L'elevazione sull'affusto era compresa tra +10° e +60°, mentre il puntamento in direzione era ottenuto con lo spostamento dell'intera vettura, agendo sui motori elettrici o manualmente su due grossi volanti inseribili sui treni di rotolamento. Il peso e le dimensioni della bocca da fuoco Schneider resero necessarie strutture addizionali per stabilizzare il pezzo durante il fuoco; venne inserito un cilindro pneumatico per rallentare il ritorno in batteria del pezzo lungo le lisce inclinate; la piastra girevole originariamente usata per le ruote frontali amovibili dello scafo vennero riutilizzate come supporti per una grande piastra d'appoggio circolare che stabilizzava sul terreno il mezzo durante il tiro; anche su questa variante venne mantenuto il carrello portamunizioni e la parte frontale della vettura porta-pezzo venne allungata per accogliere le rotaie del carrello stesso.

## Munizionamento
Il munizionamento del cannone da 194 mm era del tipo separato a cartoccio bossolo, con carica di lancio in bossolo metallico. Erano disponibili le seguenti granate:
- Obus en acier Mle 1914: granata HE in acciaio, pesante 202,37 kg, caricata con 60,5 kg di esplosivo.
- Obus FA Mle 1915: granata HE in ghisa, pesante 205 kg, caricata con 36,3 kg di esplosivo.
- Obus en acier Mle 1915: granata HE in acciaio, pesante 275 kg, caricata con 49,4 kg di esplosivo.